# アルーシャ
アルーシャ（Arusha）は、タンザニアの都市。タンザニア連合共和国を構成する地域の1つ、タンガニーカの北東部に位置し、グレートリフトバレー内の高原にある。アルーシャ州の州都。約42万人の市内人口を抱えるほか、周辺地域を含めて74万人規模の都市圏を形成している。東アフリカ共同体の本部が所在する。

## 都市・交通
主要作物であるコーヒーやサイザル麻の栽培が盛んだが、輸送の中心地でもあり、インド洋に面した国内最大都市であるダルエスサラーム、同じくインド洋の都市タンガ、そしてケニアの港湾都市モンバサと鉄道でつながっている。
アルーシャ周辺にはセレンゲティ国立公園やオルドバイ峡谷、キリマンジャロ山、ンゴロンゴロ保全地域、アルーシャ国立公園、メルー山など、世界的に有名な観光スポットが数多く存在するため、それらへ向かう観光客の玄関口の役割も果たしている。これらの各観光地を訪れる観光客のほとんどは、アルーシャ近郊のキリマンジャロ国際空港を利用する。また、より小規模な国内線用空港としてアルーシャ空港がある。

## 会談・協定の地 アルーシャ
アルーシャは会談・協定の地として、いくつもの国際会議を開催し、その名は調停役としてのタンザニアの名と共に、広く世界に知られるようになる。

### タンガニーカ共和国独立宣言
アルーシャは1961年、タンザニアの前身となるタンガニーカ共和国の独立宣言を、イギリスが承認した地でもある。

### タンガニーカ・ザンジバル連合共和国の樹立宣言
1964年4月26日、タンガニーカとザンジバルによる国家連合（タンガニーカ・ザンジバル連合共和国、後のタンザニア連合共和国）樹立が宣言されたのも、アルーシャであった。

### アルーシャ宣言
1967年2月、タンザニア連合共和国初代大統領であったジュリウス・ニエレレは『アルーシャ宣言』を発表。タンザニアの社会主義化をすすめ、中華人民共和国との結びつきを強める一方、経済の自立化を図り農業の集団化を導入した。彼の政策は一般にウジャマー村構想として知られ、アフリカ部族社会独自の社会主義的農業経営方法であるウジャマーを重視し、銀行や企業の国営化などの統制経済により社会の平等化を図る彼の理想主義の現れであった。結局この計画は農業生産の激減などで失敗に終わるも、アフリカ人による独自路線の追求は、欧米の援助を頼る追従路線をとっていた他の途上国に、少なからず影響を与えたといえる。
また、東アフリカを東アフリカ連邦に統合する構想を掲げてきたニエレレの後押しで、同年6月に東アフリカ協力条約が締結され、アルーシャに東アフリカ共同体の本部と事務局が設置された。
1979年7月、ニエレレが議長を務めるフロントライン諸国はアルーシャで白人国家ローデシアやアパルトヘイト体制の南アフリカ共和国から自立した経済圏を目指す南部アフリカ開発調整会議の創設を決定し、翌年1980年4月にザンビアのルサカで設立された。これは南部アフリカ開発共同体の前身になったが、1982年から事務局はボツワナのハボローネに置かれた。

### アルーシャ協定
1993年8月4日、ルワンダ政府とルワンダ愛国戦線 (RPF) との間で戦われたルワンダ紛争の仲介をタンザニアが担当し、アルーシャで和平協定のアルーシャ協定が調印された。これに伴い、ルワンダでは暫定政府が樹立され、戦闘は一応の収束を見た。ただし、この後戦闘は再開され、1994年7月まで続いた。この際に行なわれたジェノサイドの責任追及のための国際裁判所、ルワンダ国際戦犯法廷 (ICTR) がアルーシャに設置されている。
1999年11月に東アフリカ共同体設立条約が締結され、2001年1月に再設置された東アフリカ共同体の本部もアルーシャに設置された。また、2006年7月3日、アフリカ連合によりアルーシャにアフリカ人権裁判所が設置された。

## 姉妹都市
- ダーラム（アメリカ合衆国・ノースカロライナ州）
- カンザスシティ（アメリカ合衆国・ミズーリ州）
- ミュルツツーシュラーク（オーストリア・シュタイアーマルク州）
- ティファリティ（西サハラ・サハラ・アラブ民主共和国統治地域）